# Corbon (Calvados)
Corbon település Franciaországban, Calvados megyében. Lakosainak száma 69 fő (2018. január 1.). Corbon Hotot-en-Auge, Notre-Dame-d’Estrées, Biéville-Quétiéville és Victot-Pontfol községekkel határos.

## Népesség
A település népességének változása:
| Lakosok száma | 82   | 72   | 66   | 65   | 56   | 70   | 66   | 68   | 73   | 69   |
|               | 1968 | 1975 | 1982 | 1990 | 1999 | 2006 | 2011 | 2015 | 2017 | 2018 |